# Bas-fonds
Bas-fonds és una pel·lícula francesa dirigida per Isild Le Besco, estrenada el 2010. La pel·lícula està inspirada en un drama real que va passar l'any 2002 al Loira on tres joves van ser arrestades per la mort d'un forner, assassinat en un abocador d'escombraries.

## Argument
Tres noies comparteixen un pis insalubre: Magalie, la cap de colla, Marie-Stéphane, la seva germana, i Barbara, enamorada de Magalie. Les relacions entre aquestes joves són tenses, reflectint la violència que van patir abans de formar aquest grup. Viuen pobrament de la feina de la Bàrbara i dels petits robatoris.
Un dia, el robatori d'un negoci es converteix en tragèdia quan Magalie mata el forner a trets. A partir d'aleshores, la violència només va augmentar dins del grup, i el control de Magalie sobre les seves companyes es va fer cada cop més brutal...

## Repartiment
- Valérie Nataf: Magalie Pichon
- Ginger Romàn: Barbara Vidal
- Noémie Le Carrer: Marie-Stéphane Pichon
- Gustave de Kervern: l'amant
- Ingrid Leduc: la fornera
- Benjamin Le Souef: el forner
- Benjamin Belkhodja: xicot de la Bàrbara
- Alain Ollivier: el president del tribunal
- François Toumarkine: el pare de Magalie i Marie-Steph
- Christine Pignet: la mare de Magalie i Marie-Steph
- Jean-Paul Bonnaire: pare de Bàrbara
- Catherine Belkhodja: un testimoni
- Isild Le Besco: la narradora (sense acreditar)

## Recepció
Va participar en les seccions oficials del Festival Internacional de Cinema de Locarno i de la XXXII edició de la Mostra de València.